# Магнолија Спрингс (Алабама)
Магнолија Спрингс (енгл. Magnolia Springs) град је у америчкој савезној држави Алабама. По попису становништва из 2010. у њему је живело 723 становника.

## Демографија
Према попису становништва из 2010. у граду је живело 723 становника.
| Група             | 2000.  | 2010.       |
| Белци             | . (.%) | 690 (95,4%) |
| Афроамериканци    | . (.%) | 1 (0,1%)    |
| Азијати           | . (.%) | 3 (0,4%)    |
| Хиспаноамериканци | . (.%) | 20 (2,8%)   |
| Укупно            | .      | 723         |